# Rivière Comporté
Pour les articles homonymes, voir Comporté.
La rivière Comporté est un affluent de la rivière Malbaie coulant généralement vers le sud entièrement dans le territoire de la ville de La Malbaie, dans la municipalité régionale de comté de Charlevoix-Est, au Québec, au Canada. Cette rivière comporte une dénivellation de 489 m. Après plusieurs séries de rapides, de cascades et de chutes en zone forestière, elle se déverse dans la rivière Malbaie entre le village de Clermont et la ville de La Malbaie.
La petite vallée de la rivière Comporté est desservie principalement du côté ouest de la rivière par le chemin des Chutes Fraser (côté ouest de la rivière), et du côté est par le chemin du rang Sainte-Julie, le chemin des Loisirs et le chemin de Grands-Fonds, et quelques autres routes forestières secondaires, pour les besoins la foresterie et des activités récréotouristiques. Quelques sentiers mènent vers le nord dans la zec du Lac-au-Sable jusqu’au lac au Plongeon.
La foresterie constitue la principale activité économique du secteur ; les activités récréotouristiques, en second.
La surface de ce cours d’eau est généralement gelée de la mi-décembre à la fin-mars. Néanmoins, la circulation sécuritaire sur la glace est généralement de la fin décembre à la mi-mars.

## Géographie
La rivière Comporté prend sa source du lac Comporté (longueur : 1,3 km ; altitude : 499 m) situé sur le bassin versant nord de la rivière Malbaie. Ce lac de la « pourvoirie de la Comporté » se situe dans une zone forestière dans une petite vallée de montagnes.
Cours de la rivière Comporté
À partir de sa source, la rivière Comporté coule sur 20,8 km selon les segments suivants :
- 5,4 km vers le sud-est, en serpentant jusqu’au pont routier du chemin de Grand-Fonds ;
- 2,9 km vers le sud en longeant le chemin des Loisirs et en passant devant le Mont-Grand-Fonds, jusqu’au pont routier du chemin de Grand-Fonds ;
- 5,0 km vers le sud en longeant le chemin des Loisirs dans une zone comportant plusieurs habitations ou chalets, soit le village Grand-Fonds, puis en traversant deux séries de rapides, jusqu’à la décharge (venant de l’est) du lac Gravel ;
- 7,5 km vers le sud en traversant plusieurs séries de rapides ou cascades, en passant devant la Butte-à-Julie, en traversant un barrage, en traversant les chutes Fraser, en contournant un camping par le côté ouest, en passant sous les tours à haute tension d’Hydro-Québec ; puis en coupant le chemin de la Vallée et en traversant un petit parc municipal jusqu’à sa confluence avec la rivière Malbaie[4].

La rivière Comporté se déverse sur la rive Nord de la rivière Malbaie, dans la ville de la Malbaie, face à la route 138. Cette confluence est située en amont d’une courbe de la rivière Malbaie et d’un camping de la rive ouest.

## Toponymie
Le terme « Comporté » évoque le mérite du lieutenant Philippe Gaultier de Comporté (1641-1687) du Régiment de Carignan-Salières arrivé à Québec en 1665. Il a été militaire, seigneur, commissaire des magasins du roi, prévôt de la Maréchaussée, commissaire de la marine, né en 1641 à Comporté, près de Poitiers, de Philippe Gaultier, sieur du Rinault, et de Gillette de Vernon, décédé à Québec en 1687 et inhumé au même endroit le 22 novembre.
Le toponyme « rivière Comporté » a été officialisé le 5 décembre 1968 à la Banque des noms de lieux de la Commission de toponymie du Québec.